# Toks Olagundoye
Toks Olagundoye (Lagos, 16 settembre 1975) è un'attrice nigeriana.

## Biografia
Nata in Nigeria, da padre africano e madre norvegese, fu da giovane cresciuta ed educata in Nigeria, Svizzera e Inghilterra. Ha esordito nel 2002 lavorando in numerose serie televisive e anche al cinema. Ha principalmente svolto, tra il 2004 e il 2011, il ruolo di guest star in programmi del calibro di Law & Order, CSI: NY, Switched at Birth ed NCIS.
Dal 2012 riveste i panni di Jackie Joyner-Kersee  in Vicini del terzo tipo fino a quando la serie è stata cancellata, nel 2014.
Dal 2015 entra a far parte del cast principale della serie Castle ricoprendo il ruolo di Hayley Shipton.

## Filmografia

### Cinema
- Brown Sugar, regia di Rick Famuyiwa (2002)
- The Salon, regia di Mark Brown (2005)
- Absolute Trust, regia di Harvey Mandlin (2009)
- Mom Squad, regia di Eric Bute (2010)
- Dorito-hibition!, regia di Brent McHenry (2010)
- Most Wanted, regia di Dallas King (2011)
- Come Back to Me, regia di Kyle Soehngen (2011)
- A Beautiful Soul, regia di Jeffrey W. Byrd (2012)
- Democracy at Work, regia di Wasko Khouri (2012)
- Dogs vs Robots, regia di Jason DeParis (2013)

### Televisione
- The Education of Max Bickford – serie TV (2002)
- 3 libbre (3 lbs) – serie TV (2006)
- Ugly Betty – serie TV (2008)
- Law & Order - I due volti della giustizia (Law & Order) – serie TV (2004-2010)
- CSI: NY – serie TV (2010)
- Switched at Birth - Al posto tuo (Switched at Birth) – serie TV (2011)
- NCIS - Unità anticrimine (NCIS) – serie TV, episodio 9x05 (2011)
- Prime Suspect – serie TV (2011)
- Futurestates – serie TV (2012)
- Vicini del terzo tipo (The Neighbors) – serie TV, 44 episodi (2012-2014)
- Feed Me – serie TV (2014)
- Game of Thrones: A Telltale Games Series – videogioco (2014)
- Salem Rogers – film TV (2015)
- The Fosters – serie TV (2015)
- Steven Universe – serie TV (2014-2015)
- Oscar's Hotel for Fantastical Creatures – miniserie TV (2015)
- Castle – serie TV, 22 episodi (2015-2016)
- DuckTales – serie TV (2017-2021)
- Veep - Vicepresidente incompetente (Veep) – serie TV, 7 episodi (2019)
- Steven Universe: il film (Steven Universe: The Movie), regia di Rebecca Sugar – film TV (2019)
- Cambio di direzione (Big Shot) – serie TV (2021)
- The Rookie – serie TV, 6 episodi  (2021)
- Frasier – serie TV (2023)

## Doppiatrici italiane
Nelle versioni in italiano delle opere in cui ha recitato, Toks Olagundoye è stata doppiata da:
- Emanuela Baroni in Vicini del terzo tipo, Castle
- Tiziana Avarista in Dirty John
- Sabrina Duranti in Cambio di direzione
- Vanessa Giuliani in The Rookie